# 地球平面説

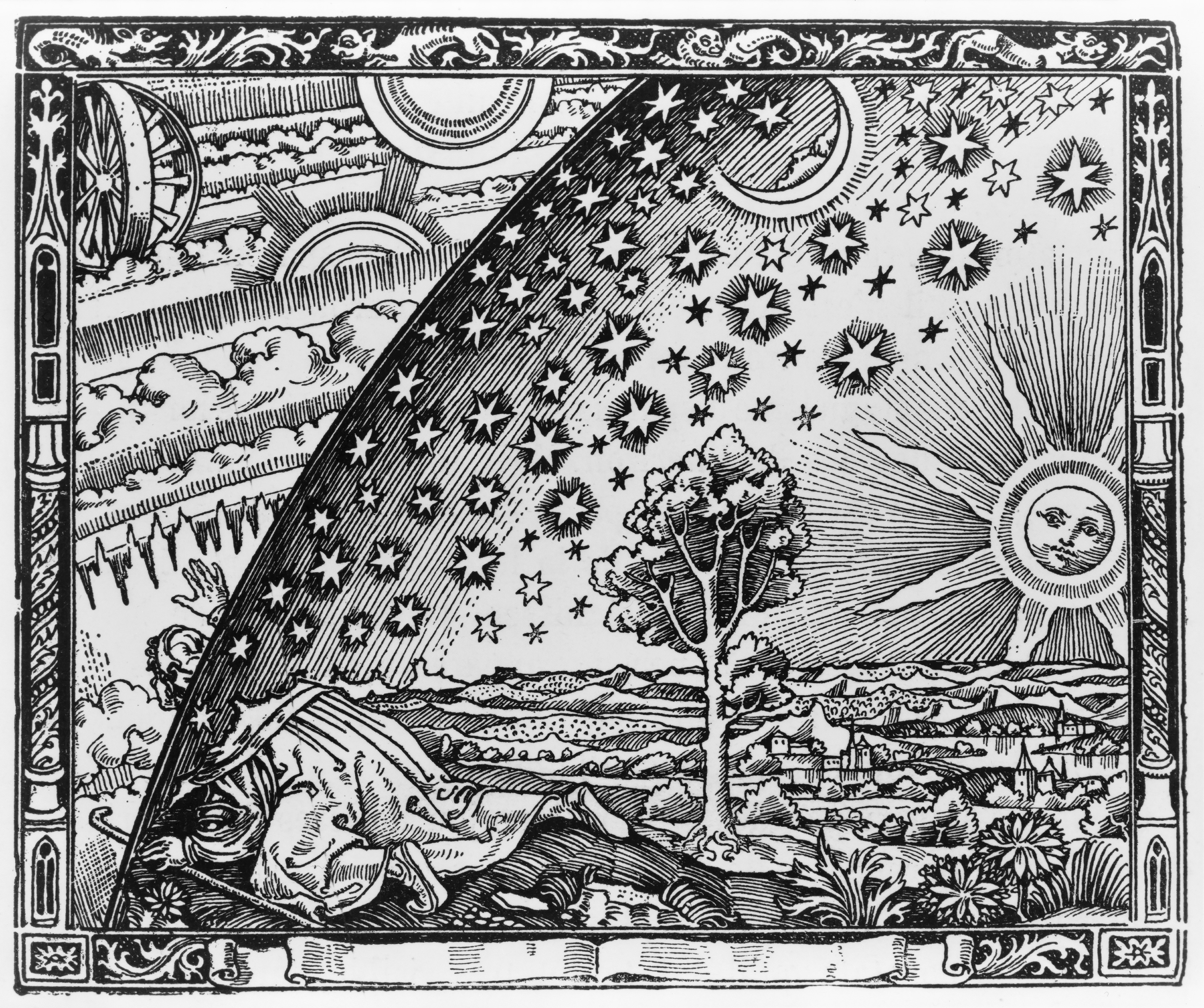
カミーユ・フラマリオンの版画（1888年）は平面上の大地の端まで到達して天蓋から顔を突き出している旅行者を描いている。

地球平面説（ちきゅうへいめんせつ、英: the Flat Earth Theory）とは、地球の形状を平面または円盤状であるとする、古代の宇宙観であり、現代科学によって否定されている説である。古代メソポタミアをはじめとする多くの文化でこの宇宙観が信じられていたが、21世紀には陰謀論として再び注目を集めるようになっている。
古代ギリシア哲学において、紀元前6世紀のピタゴラスによって地球球体説が提唱されたが、同時期の多くの初期ギリシア哲学者の間では、依然として地球は平面であるという宇宙観が主流であった。紀元前4世紀初頭にはプラトンが地球球体説に言及し、その弟子アリストテレスは観測にもとづく強力な根拠を提示したことで、地球球体説は次第に広まりを見せた。キリスト教初期の時代には例外を除き、地球球体説が広く受け入れられるようになった。一方、中国では古代より地球は平面であると考えられており、この認識は17世紀にイエズス会宣教師が西洋の天文学を伝えるまで大きく変化しなかった。イスラム世界でも初期には地球平面説が主流だったが、9世紀以降は地球球体説が一般的となった。
中世ヨーロッパで人々が地球を平面だと信じていたというのは歴史的な誤解であり、17世紀以降にプロテスタントがカトリック批判のために広めた神話であるとされる。
地球が球体であることは科学的に立証されているが、地球平面説は擬似科学的な陰謀論として依然として一部で信奉されている。2010年代以降、現代の地球平面説団体への参加者や、SNS上で独自に主張を行う個人の増加により、こうした信念が拡大する傾向が見られる。2018年に『サイエンティフィック・アメリカン』で報告された調査によれば、アメリカの18 - 24歳の回答者のうち、「地球は丸いと常に信じてきた」と答えたのは82％にとどまった。ただし、地球平面説を強く信じる人は全世代で2%未満と、ごく少数に限られている。

## 歴史的発展
古代の多くの文化（古典期に入るまでのギリシア、ヘレニズム期に入るまでの青銅器時代 - 鉄器時代の近東、グプタ朝期に入るまでのインド、17世紀に入るまでの中国など）では一般的な考え方であった。「コロンブスの時代のヨーロッパでは教養人も地球平面説を信じており、マゼランの世界一周航海によってそれが反証された」という近代に生まれた誤解は『地球平面説神話』と呼ばれる。1945年にイギリス歴史協会で作成された『歴史に関するよくある誤り』のリストには、20項目中2番目にこの誤解が記載されている。
「地球球体説」というパラダイムは、ピタゴラス（紀元前6世紀）によって生み出されてギリシア天文学において発展したが、ソクラテス以前の哲学者はほとんどが地球平面説を維持していた。紀元前330年頃にアリストテレスが経験的見地から地球球体説を採用し、それ以降ヘレニズム時代以降まで地球球体説が徐々に広がり始めた。
現代では、「科学技術の発達に伴い、簡単に地球一周が可能になっていること」「実際に宇宙から撮影された、球体である地球の写真が存在すること」「平面説支持者による説明が非常に曖昧であり、科学的な証明がいずれも不可能であること」などを理由に、地球平面説は否定されている（詳細は、地球球体説#地球平面説が偽であることの根拠のまとめを参照。）。

### 古代近東

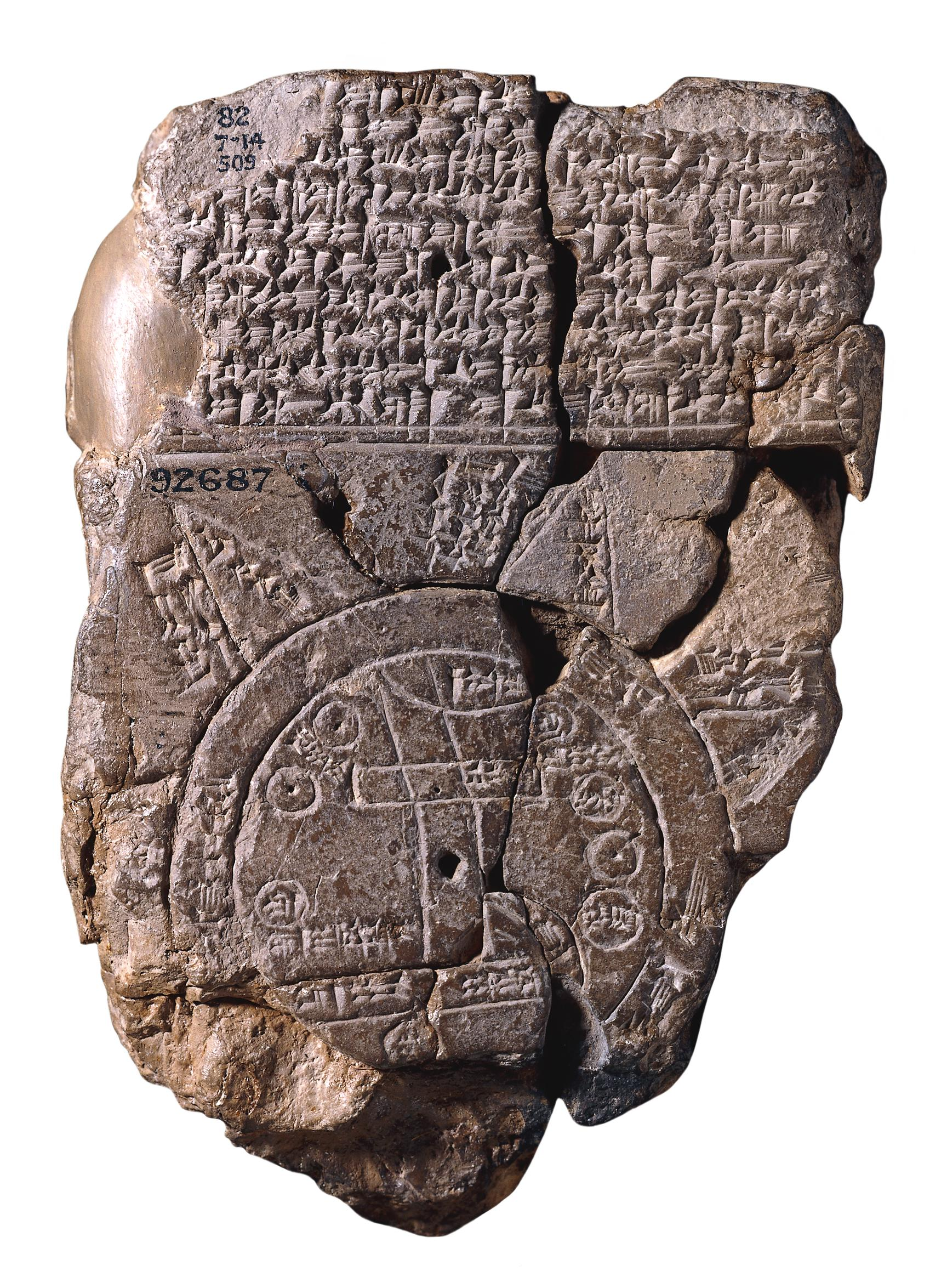
バビロニア人の世界地図。紀元前6世紀のもので、知られる限り世界で最も古い世界地図である。

古代エジプト人およびメソポタミア人は世界が大海に浮かぶ平らな円盤として表せると考えていた。同様のモデルは紀元前8世紀のホメーロスによる「オケアノス、大地の円状の周囲を取り囲む水を人化した者、は全生命の、そしてもしかしたら全ての神々の父である」という説明にも見出される。 
ピラミッドや棺に刻まれた文書から、古代エジプト人はヌン（大洋）が円状の身体をもってンブウト（「乾いた島々」あるいは「島々」を意味する言葉）を取り囲んでいると信じていたことがわかっており、それゆえに同じく古代のエジプトでも水に囲われた平面状の大地という存在論が信じられていた。
聖書では、「主は地を覆う大空の上にある御座に着かれる。 地に住む者は虫けらに等しい。 主は天をベールのように広げ、天幕のように張り その上に御座を置かれる」(イザヤ書 40:22 新共同訳) と天の上に神がいるとある。また、ダビデが神に捧げた歌や、ヨブと友人たちとの論争で出たように、「天の基」(サムエル記下 22:8 新共同訳)、「天の柱」(ヨブ記 26:11 新共同訳)という表現もある。
ユダヤ人の地球平面説は、ミドラーシュ、タルムード、タルグムやヘブライ天文学で触れられているように、聖書の書かれた時代からその後にかけて形成された。
イスラエル人がイメージした地球観は、一般的な見方では三層の宇宙である。地は円盤型で広々とした水の上に浮かび、その上にもう一つの広い水がある。上の水から雨が地に降る。空はアーチ型のドーム状で天体はその中に収まっている。中には、地下世界を含めて四層を想定する場合もある。

### 古典世界

#### 詩人
ホメーロスとヘシオドスの両者がアキレウスの盾を引き合いに出して円盤状の大地を説明している。
この大地を取り囲む (gaiaokhos) 海（オケアノス）と円盤状の大地という詩の伝統はキプロスのシタシノス、ミムネルモス、アリストパネス、ロドスのアポローニオスにも見出される。
ホメーロスによる周囲を取り囲む海とアキレウスの盾という存在論ははるかに時代を下って紀元後4世紀のスミュルナのコイントスのトロイア戦争を描いた『ホメーロス以降』でも繰り返されている。

#### 哲学者

アナクシマンドロスの世界地図の再現図

何人かのソクラテス以前の哲学者は大地が平面状だと考えていた: いくつかの文献によればタレース（紀元前550年頃）が、アリストテレスによればレウキッポス（紀元前440年頃）およびデモクリトス（紀元前460年頃 – 紀元前370年頃）がそうである。
タレースは平面状の大地が丸太のように水面に浮かんでいると考えていた。アナクシマンドロス（紀元前550年頃）は、大地は平べったく円状の底面を持った短い円筒だが万物から等しい距離に存在するために安定していると考えていた。ミレトスのアナクシメネスは「大地は平面であり空気に乗っている; 太陽や月や他の天体と同様に。それらはみな燃えており、平面状であるがゆえに空気に浮かぶのだ」と考えていた。コロポンのクセノパネス（紀元前500年頃）は大地が平面であり、その上部は大気に触れていて下部は限りなく下に伸びているものだと考えた。
地球平面説は紀元前5世紀まで存続した。アナクサゴラス（紀元前450年頃）が地球平面説に同意し、彼の弟子アルケラオスは日の出・日の入りが万人にとって同時刻でないことを説明するために、平面状の皿のような大地が中空に浮き沈みしていると考えた。

#### 歴史家
ミレトスのヘカタイオスは大地は平面状であり水に取り囲まれていると考えていた。ヘロドトスは『歴史』において水が世界を取り巻いているという考えを嘲笑したが、彼が大地の「端」という表現を用いていたためにほとんどの古典学者は彼も地球平面説をとっていたと認めている。

### 古代インド
古典古代のインドでは、大地はスメール山（須弥山）（サンスクリット: Sumeru）の周囲に花弁のように集まった四つの大陸から成る円盤であるという存在論が優勢であった。さらに大陸の周囲を外海が取り囲んでいると考えられた。この考えは伝統的なジャイナ宇宙論や仏教宇宙論で練り上げられた。それらの存在論ではローカは空虚で（小さな惑星系並の大きさの）平たい円盤状の海であって山によって区切られておりその中に大陸が小さな島々のように配置されているとされた。

### ノース人およびゲルマン人
古代のノース人およびゲルマン人は、その中心に世界軸（世界樹ユグドラシルあるいは柱イルミンスル）を持った大地が海に取り囲まれているという地球平面説をとっていた。世界を取り囲む大洋の上にヨルムンガンドと呼ばれる蛇が座しているとノース人は信じていた。ギュルヴィたぶらかし (VIII) に遺されているノース人の創造神話では、世界が創造される際に航行不可能な海が大地の周囲に輪状に配置されたと述べられている:
[...]そしてヤヴンハールは言った: 「大地を作って固めたのと一緒に、傷口から走りだしこみあげてくる血液から、彼らは海を作り、大地の周りにおいた。彼女について; そしてほとんどの人にとってそれを越えていくのが困難に見えるのはもっともなことだ。」
一方、より後の時代のノース人による文献Konungs skuggsjáにはこう記されている:
[...]明かりを遮るものがない限り、蝋燭に火をともして部屋に置けばその部屋がよっぽど大きくても室内全体が見えると思っていいだろう。しかしリンゴを手に取って炎に燃えるぐらい近づければそのリンゴのせいで部屋の半分やそれ以上が暗くなってしまう。だが、リンゴを壁際に持っていけば熱くならないだろう; 蝋燭は家全体を照らすだろう; そしてリンゴによって壁に映った影の大きさはリンゴ自身の半分もないだろう。以上のことから大地の周囲はボールのように丸く、そのためどの位置も太陽から等しく近いのではないことが推測できる。しかし太陽の進路に最も近い曲面上でもっとも暑くなるだろう; そして引き続く太陽光のもとに留まっている島々は人が住めないだろう。

### 古代日本
日本書紀第1章には大地は平面状で乾いた島々が「油のように」水に浮かんでいるという古代日本の世界観が描かれている:
それゆえ、世界が作られ始めたときには島々の素材となる土が水面を戯れる魚が漂うのと同じような仕方で漂っていたと言われている[...]
[...]昔、土地が新しく大地が新しかった頃、大地は油が漂うかのように漂っていた。その頃にあるものが地上で作られたが、それは萌え上がる葦の芽のような形をしていた。
古事記やアイヌの民話でも、水面を「漂う」大地という地球平面説がみられる。

### 17世紀までの中国
前近代の中国の大地論は、「天円地方」（丸い天と正方形の大地）という言葉に集約される。有力な大地論は、ほぼ全てこの言葉の解釈であり、異議を唱えた小数のものも、この語を持ち出さざるを得なかった。また、大地の形状はほぼ例外なく、この言葉を文字通りに解釈して、正方形とされた。
ただし、これは宇宙構造論や大地論についての議論が不在だったことを意味しない。例えば、中国科学史家のカレンは次のように述べる：

中国人による世界の形状に関する考えは初期から17世紀のイエズス会宣教団を通じた近代科学との初めての接触までほとんど変化しなかった。天に関しては傘のように大地を覆っている説（蓋天の説）、球状で大地を取り巻いている説（渾天の説）、天体は自由に漂っていて天は実質を持たず空虚であるという説（宣夜の説）など多様に描かれてきたのに、大地は実際にはやや膨らんでいるかもしれないのに常に平べったいものとされてきた。

この中で、特に蓋天説と渾天説は論争は『晋書』天文志にあるように、激しく争った。両者の大きな違いは、前者は大地と平行に展開する平らな天を考えるのに対して、後者は大地をくるむように天が存在する。
渾天説を説明するために、後漢の張衡（78年-139年）の、大地を鶏の卵の黄身に喩える比喩が盛んに用いられた:

天は雌鶏の卵に似ており、弩の弾のように丸い。; 大地は卵の卵黄のようで、中心に鎮座する。

なお、これは地球球体説を示唆するものではなく、大地と天の位置関係を表すためのものである。
この両者の論争は、天体の動きを天体を地平線に沈めることなく自然に説明できるかが問題にという点を巡って、様々な角度から論じられた。しかし、実際の暦は後漢四分暦以降は渾天説的な描像を前提にしており、一般的な議論でも、南北朝時代が終わるころにはほぼ渾天説に集約された。
また、これらの地球平面説は、精度などに問題が大いにあるものの、「一寸千里」という「観測」に基礎をおいていた。つまり、「南に千里進むごとに地面に垂直に立てた棒の長さが一寸づつ短くなる」というのである。『周髀算經』では、三か所での夏至の時の影の長さが記して、この説の証拠としている。これは、仮に大地が平面であれば正しく、また同じ原理が山の高さの計測などにも用いられた。実際には、この数値は誤差が非常に大きい。
『周髀算經』や『淮南子』に記されているようにでは、平面説を仮定して太陽までの距離を計算している。これは、大地が曲がっているとするかわりに、地球と太陽の距離を有限とすることで、見かけの太陽の高さの場所による変化を説明する。したがって、正しい計測がなされるならば、これから得られる太陽までの距離と実際の地球の半径は、だいたい同じようなレベルの大きさになるはずである。地球が平面だという前提を置けば10万里という結果が得られたが、これは実際の3分の1の大きさであった。
「天円地方」の言説に対する疑問もなかったわけではない。13世紀の学者で丸い天の動きが四角い大地によって妨げられると主張した李冶は地球球体説を支持していないが大地の端は円状であるために角がないという説を支持していた。

### 支持低下
Template:Off-topic

#### 古典世界

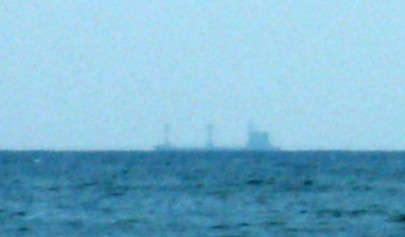
船が水平線に到達すると、水面が曲がっているために船の下部が沈んでいるように見える。

月食の際に月の上に表れる半円状の地球の影

紀元前6世紀のギリシアの哲学者ピュタゴラスおよび同じく紀元前5世紀のパルメニデスが地球は球形であると洞観して以降、球体説はギリシア世界に急速に広まった。紀元前330年頃には、アリストテレスが自然学的理論と観察的根拠から地球は球形であると主張した。地球の周長は紀元前240年頃にエラトステネスによって初めて算出された。紀元後2世紀までにプトレマイオスが曲がった球から地図を作りだし、緯度・経度・気候の理論を発展させた。彼の『アルマゲスト』はギリシア語で書かれ、11世紀にやっとアラビア語訳を介してラテン語に翻訳された。

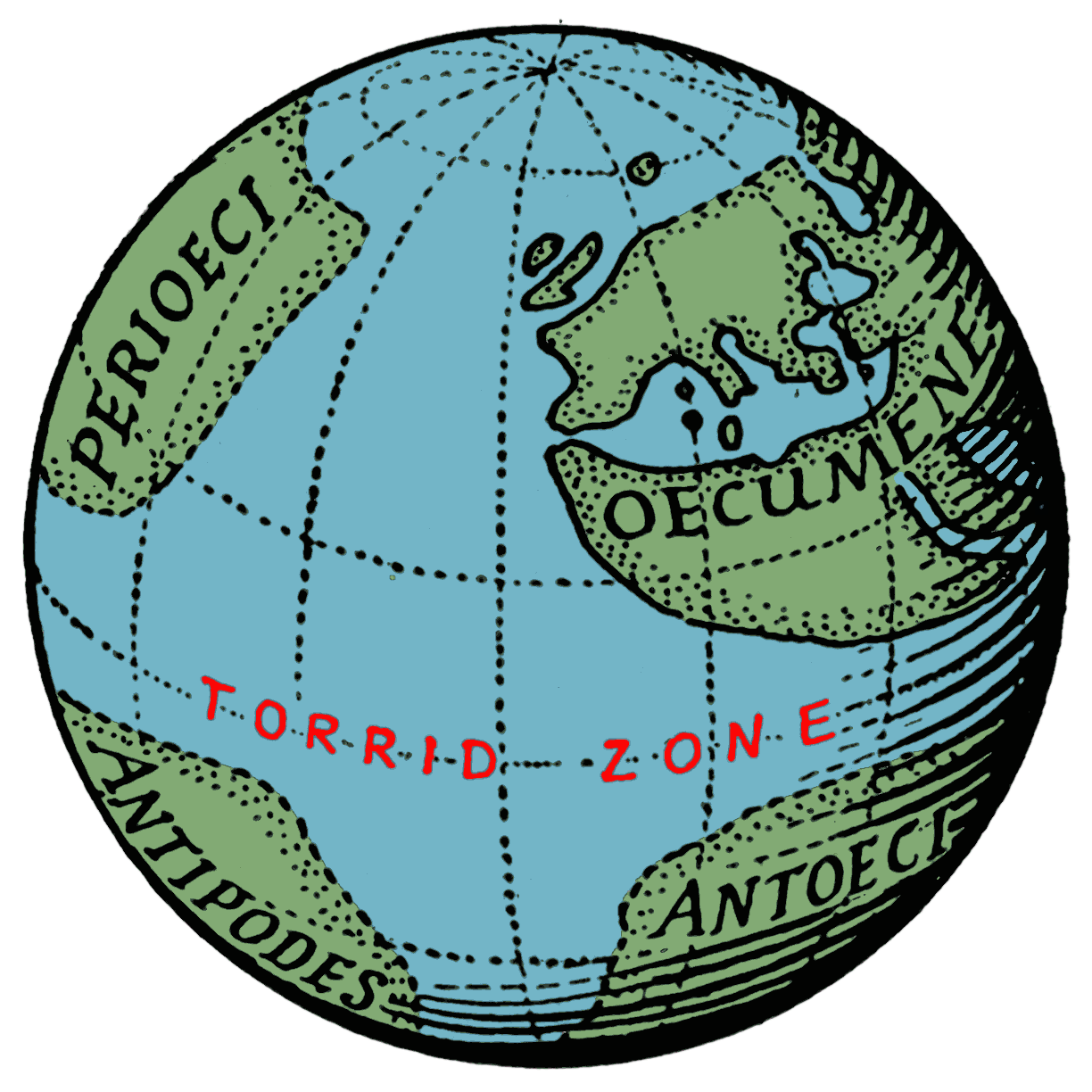
マロスのクラテス（紀元前150年頃）の地球儀

紀元前2世紀に、マロスのクラテスが地球儀を作ったがそこでは世界は大きな川もしくは大洋によって四つの大陸に分けられており、そのそれぞれに人が住んでいると考えられていた。オイクメネ（人の住んでいる地域）の裏側である対蹠地へは大洋および灼熱地帯（赤道地帯）に阻まれて到達できないと考えられた。この考えは中世の心性を強く拘束した。
ルクレティウス（紀元前1世紀頃）は重いものが向かう中心点など無限の時空に存在しないと考えたために地球球体説に反対した。それゆえ、地球の裏側では動物がさかさまに歩いているというのは不合理であると彼は考えた。1世紀までに、皆が地球球体説に同意していると大プリニウスが主張しているが、対蹠地の性質という点や大洋がなぜ曲がったままでいられるかという点で議論が続いた。大プリニウスも「[...]松かさのような形をしている」不完全な球である可能性を考察した。 
古代末期にはマクロビウス（5世紀）やマルティアヌス・カペッラ（5世紀）のようなよく読まれた百科事典編集者が地球の周長、地球が時空の中心に位置するのかどうか、北半球と南半球の季節の違いその他の地理的な詳細について議論した。キケロの『スキピオの夢』に対する註釈の中で、マクロビウスは地球を時空の残りの部分からすれば取るに足らない大きさの球として描いた。

#### 初期のキリスト教会
聖書では前述のとおり、地球平面説によっていたことは明らかである。 黙示録でも、平面とする記述がみられる(7:1)。
しかしながら、初期教会の時代には、いくつかの例外を除いて、ほとんどのキリスト教徒が球体説を支持しており、ほんの2、3の例を挙げればアウグスティヌス、ヒエロニムス、アンブロシウスがそうである。
『神聖教理』第3巻においてラクタンティウスは「頭より高い場所を歩く」対蹠人が存在しうるという考えを嘲笑している。彼は数種類の主張を挙げたうえで天地球体説の支持者に帰してこう書いている:
しかしこうした信じられない御伽噺を擁護している人々から推測するなら、なぜ万物が天の低い位置に落ちていかないのかについて、彼らはそれが物の本性であり、重いものは中空にとどまり、車輪の輻のように中空に向かって集まっていくと答えるだろう; しかし霧や煙、炎のように軽いものは中空にとどまらず天へ向かって散っていくだろう。彼らが一たび誤ったことを述べたときに彼らの愚かさをずっと我慢し続け彼らのたわごとから自己を守っている人に対して、私は何と言って称賛すればいいのか当惑してしまう。
ヒッポのアウグスティヌス（354年–430年）は対蹠人が存在すると考えることに対してより慎重なやり方で反対している:
他方、「対蹠人」が存在する、などとうわさされている。すなわち、地の正反対の部分にあって、そこでは、わたしたちのもとでは太陽が沈むときに、太陽が昇るのであろうが、わたしたちの足取りとは逆向きに足跡を踏む人々が存在するというのである。このことが信じられるべきいかなる根拠もないのである。これは、何らかの史実的な知識によってそれを学んだと主張するものではなく、いわば推理をこねまわして憶測するものであって、それによれば、この地は天の丸天井の内側に掛っていて、この世界の最も低く中心になっているところが同一の場所なのである。このことから、この地の正反対の側―下になっている部分―にも人びとが住んでいないことはありえないと想像しているわけである。たとえこの世界が球状で円い形をしていると想定されるとしても、あるいは、何らかの理由でそれが証明されるとしても、反対の側の地が水の集積によって覆われていないという結論にはならないし、さらに、たとえ地が水に覆われていないとしても、そのことから直ちに人間がいると結論づけねばならぬわけではないということに気付いていないのである。
これらの人々がアダムを祖先とするなら彼らはいつかの時点で地球の反対側へ旅をしていなければいけないであろう; アウグスティヌスは続けてこう述べる:
いくらかの人びとが広大な大洋を横切り、あちら側へ航海して到達することができて、かくしてそこにおいても人類があの最初の一人の人間から立てられるに至ったと語るのは、あまりにも馬鹿げたことである。
伝統的にアウグスティヌスの著作の研究者たちは上に引用したテクストや『創世記逐語註解』における有名な科学的証明から、アウグスティヌスを彼の同時代人と地球球体説を共有するものと理解している。しかしこの伝統は近年カナダ地球平面協会のレオ・フェラーリによって挑戦されており、彼は「世界の底で」というアウグスティヌスのひとことが本質的に地球平面説を支持しているのだと結論している。

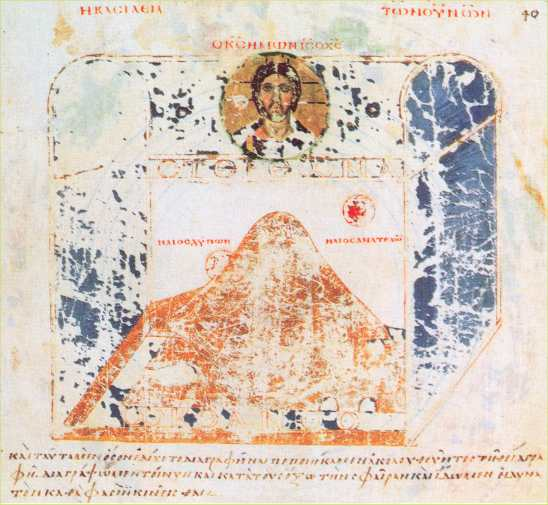
コスマス・インディコプレウステースの世界図 - 聖櫃の中の平面世界。

タルソスのディオドロス（394年死）は聖書に基づいて地球平面説を主張した; しかし、ディオドロスの意見はコンスタンティノープルのフォティオスによるそれに対する反論によってのみ知られる。ガバラ司教セウェリアヌス（408年死）は地球は平面であり、太陽は夜にはその下を通るのではなく「壁によってさえぎられているかのように北方を旅する」と書いている。エジプトの修道士コスマス・インディコプレウステース（547年）は『キリスト教地誌』において全世界を聖櫃に準え、神学的見地から大地は平たく四つの大洋によって囲われた平行四辺形だと主張した。
『教理説教集』においてヨハネス・クリュソストモス（344年–408年）は聖書読解に基づいて明らかに蒼穹のもとに集められた大地が水面に浮かんでいるという説を支持しており、アレクサンドリアのアタナシオス（293年頃 – 373年）も『異端論駁論』において同じ意見を述べている。
世界の形状の問題に関する起源から古代までの議論に関するLeone Montagniniのエッセイに、教父たちが平行する哲学的・神学的観念全体への異なるアプローチを共有していたことが示されている。彼らのうちでプラトン的観念により親しんでいたオリゲネスのような者は平和的に地球球体説を受容できた。次に、バシレイオス、アンブロシウス、アウグスティヌス、ヨハネス・ピロポノスのような人々は地球球体説や放射重力説を受け入れたが批判的なやり方で受け入れた。彼らは特に放射重力に関する自然学的推論に多数の疑問を投げかけ、アリストテレスやストア主義者たちによる自然学的推論を受け入れるのに躊躇した。しかし、「地球平面主義」的なアプローチがシリア地方の教父全員に多かれ少なかれ共有されていた。彼らは旧約聖書の字義どおりの意味に従う傾向が他より強かったのである。ディオドロス、ガバラのセウェリアヌス、コスマス・インディコプレウステース、クリュソストモスらがまさにこの伝統に属していた。
少なくとも一人のキリスト教著述家、つまりカイサリアのバシレイオス（329年–379年）がこの問題は神学とは関係がないと考えていた。

#### 初期中世
初期中世のキリスト教著述家たちは、プトレマイオスやアリストテレスの著作には曖昧な印象しか持っておらず、プリニウスにより強く依拠していたが、地球平面説へ向かう気持ちをほとんど持っていなかった。 

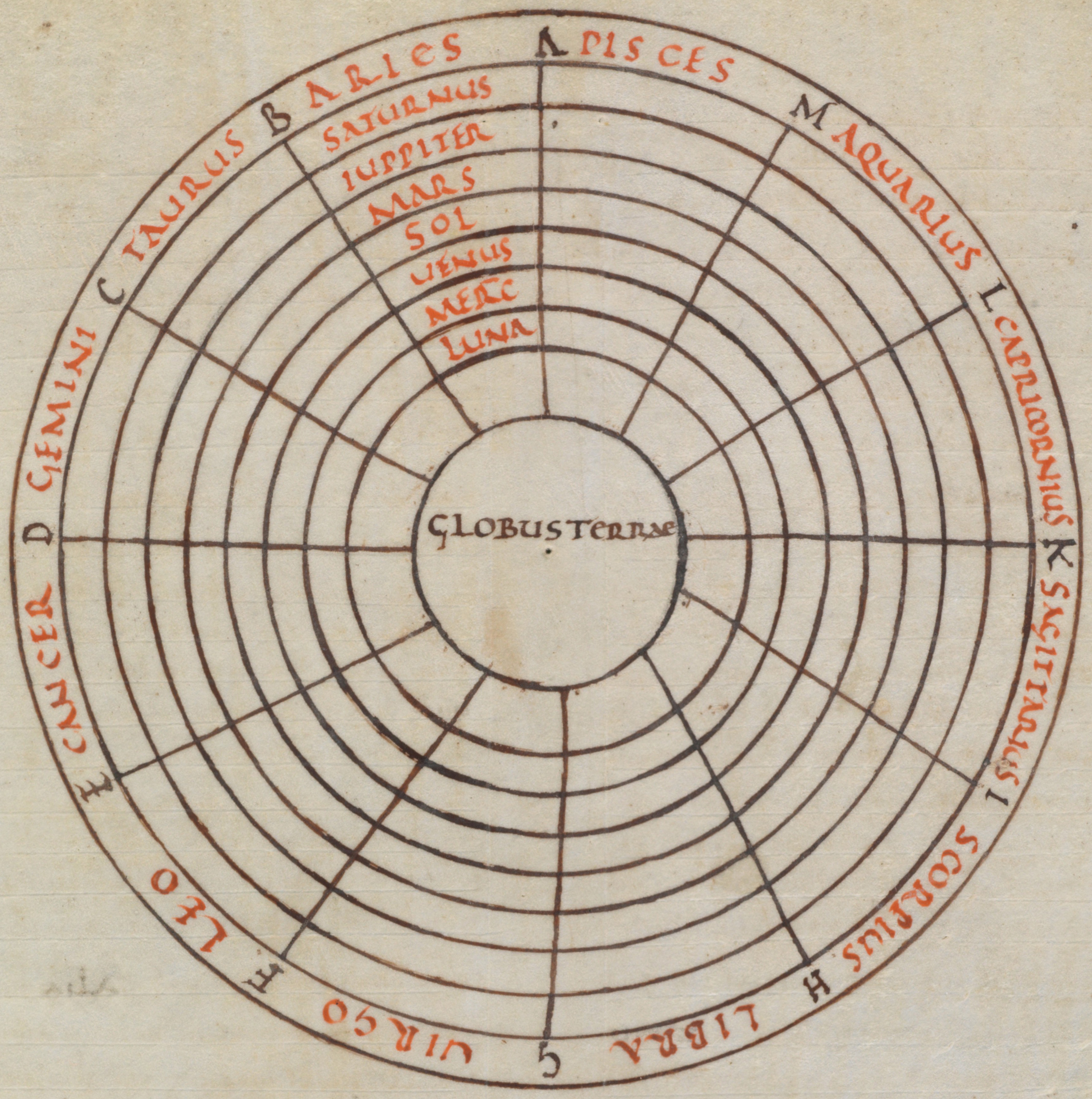
9世紀のマクロビウスの宇宙図はその中心に「球形の地球」を配置している (globus terrae)。

ローマ文明の終わりとともに西欧は中世に入り、大陸部の知的生産に大きな困難を抱えた。古典古代の（ギリシア語で書かれた）学問的論文のほとんどが利用不可能になり、単純化された概論や抜粋集のみが残された。しかし、初期中世の多くの教科書は地球球体説を支持していた。例えば: 初期中世に作られたマクロビウスの写本には世界地図が含まれるが、そのなかには対蹠地、球体説を前提としているプトレマイオスの気候区分図、惑星の秩序の中で地球（globus terrae、つまり「地の球」と名付けられている）が中心に位置すること、などが記載されている。そうした中世の図表を含む他の例は『スキピオの夢』の中世の写本に見いだされる。カロリング朝期には学者たちは対蹠点に関するマクロビウスの主張に関して議論していた。彼らのうち、アイルランドの修道士であるボッビオのドゥンガルは、自分たちの住んでいる可住地帯と南側にある可住地帯との間の熱帯酷暑地帯はマクロビウスが信じていたよりも狭いと主張した。

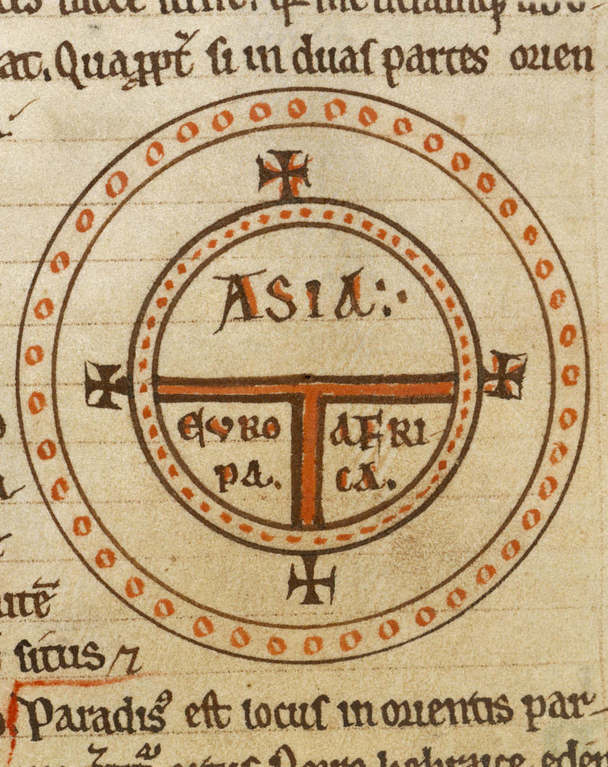
セビリアのイシドルスの『語源』(chapter 14, de terra et partibus) の12世紀の写本に含まれるTO図。人の住める世界を表している。

古代末期から中世初期までのヨーロッパ人の世界の形状についての考えは初期のキリスト教徒の学者達の著作に最もよく表されている:
- ボエティウス（480年頃 – 524年）、広く翻訳された『哲学の慰め』の他に、自分に影響を与えたマクロビウスの球形の時空の中心に地球が存在するというモデルを繰り返す神学論文『三位一体論』を著した[93]。
- セビリアのイシドルス（560年 – 636年）は広く読まれた百科事典『語源』中で地球は「車輪に似ている」[94]という言葉の上ではアナクシマンドロスに似たものなどの多様な意見や彼が作成した地図を提供している。これは地球平面説に言及したものと広く解釈されている[95][96]。イシドルスの『自然について』にみられる図には隣接した円として表される五つの地帯が描かれている。彼が北極圏と南極圏を互いに隣接するとみなしていたと結論付ける研究者もいる[97]。彼は対蹠人の可能性に関して、それは地球の反対側に人が生きていることを意味するものとして認めず伝説上のものとして扱い[98]、彼らが存在するいかなる証拠も存在しないと書いた[99]。イシドルスのTO図は球状の地球のごく一部を表しているとみなされており、中世を通じて著述家たちに用いられ続けた。例えば9世紀の司教ラバヌス・マウルスは北半球の可住地帯（アリストテレスの北方気候帯）を車輪と対照させている。同時に、イシドルスの著作は球体説をも提供しており、例えば『自然について』第28章で太陽は地球の周囲を回っており、地球の一方が夜の時にはもう一方を照らしていると述べられている。『自然について』フランス語訳を参照[100]。彼の別の著作『語源』では、天球の中心に地球が存在し空は地球上のどの位置からも等距離であるという説が肯定されている[101][102]。その上他の研究者もこれらの点を主張している[8][103][104]。「この著作は13世紀まで比類のない存在であり、あらゆる知の極致であるとみなされた。ヨーロッパの中世文化の欠かせない部分となったのである。活版印刷が発明されるとすぐに何度も印刷された[105]。」 しかし、「スコラ学者 - 後期中世の哲学者、神学者、あるいは科学者 - たちはアラブの翻訳者・注釈者に助けられたが、初期中世（500年-1050年）のころから地球平面説の遺産に打ち勝つうえではほとんど助けを要しなかった。初期中世の著述家たちはしばしばプトレマイオスとアリストテレスの両者に曖昧で不正確な印象しか持っておらずプリニウスにより依拠したが、（一人の例外を除いて）彼らは平面説を前提としたくなる気持ちをほとんど持っていなかった[8]。」

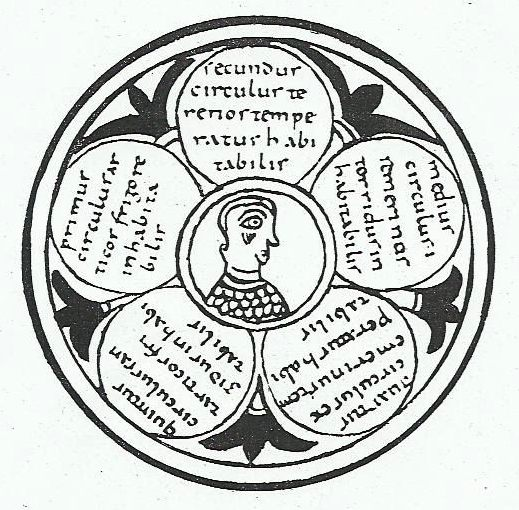
イシドルスの地球の五地域の図

- 修道士ベーダ・ヴェネラビリス（672年頃 – 735年）はコンプトゥスを扱った影響力の高い論考『時間の計算』のなかで地球は球形である（「盾のように円形なのでも車輪のように広がっているのでもなく、ボールに似ている」）と述べ、季節による日照時間の違いを「地球が球形だからであって、聖典および一般の文献で『世界のオーブ』と呼ばれているもののためではない。実はそれは時空全体の中心に位置する球のようなものなのである（『時間の計算』, 32）。」 『時間の計算』の多数現存する写本はカロリング朝期に全聖職者がコンプトゥスを学ぶという必要に応じて作成されたものだが、全員ではなくとも多くの聖職者が地球球体説に触れたことを示している[106]。エンシャンのアルフリクスはベーダを古英語に訳し、「さて地球が球形であることと太陽の軌道が全島で日照時間が同じであることを妨げているのである[107]」と述べた。
- ザルツブルクのウェルギリウス（700年頃 – 784年）、8世紀中頃に聖ボニファティウスが十分不愉快だと考えて教皇ザカリアスに訴え出た地理的・宇宙論的思想について議論している。この出来事の唯一現存する記録はザカリアスの返答に含まれ、748年のものである。彼はこう書いている:

「ウェルギリウスが神と自身の魂に背いて言い散らしている邪悪で罪深い教えはどうかといえば、―もし別の世界やあるいは別の太陽や月、地球の表面に住む別の人間がいると彼が公言するならば、汝は教会会議を開き、彼の聖職位を剥奪し、教会より追放するべきである。」
地球球体説はボニファティウスとザカリアスが不愉快だとみなしたウェルギリウスの教えの中に含まれるとみる権威者もいる。それはありそうもなく、ザカリアスの応答の言葉づかいはせいぜい対蹠人の存在への反対を示すに過ぎないと考える者もいる。どちらにせよ、ウェルギリウスに対してそれ以上の反応が起きたかどうかは記録に残っていない。その後彼はザルツブルク司教となり13世紀には列聖された。

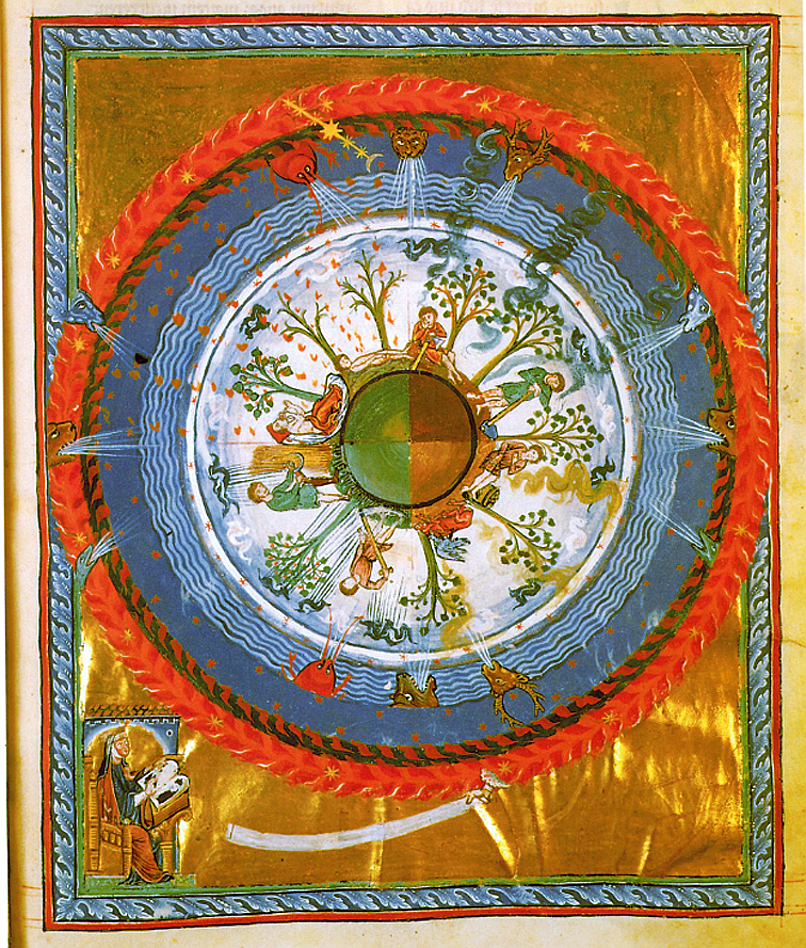
ヒルデガルト・フォン・ビンゲン『神の業の書』に挿入されている12世紀の地球球体説に基づいた絵画で、四季が表されている。

文字ではなく視覚的に中世人が地球球体説を信じていたことを示せるものは諸王国や神聖ローマ帝国のレガリアにおけるオーブ（宝珠）の使用である。これは古代末期のキリスト教徒ローマ皇帝テオドシウス2世（423年）から中世まで証明されている; 「ライヒスアプフェル」がハインリヒ6世の戴冠式に用いられた。しかしオーブという言葉は円を意味し、西方では古代から1492年のマルティン・ベハイムまで地球を表すのに球が使われた記録がない。さらにオーブは世界全体、時空を表すために使われた。
中世の地球球体説に関する近年の研究では「8世紀以降、言及に値する宇宙論者で地球が球体であることに疑問を挟む者はいなくなった。」 ただし、これらの知識人の著作は大衆の意見に大きな影響を持たなかったかもしれず、一般大衆が世界の形状をどう考えていたか、そもそも彼らがそういう疑問を持つことがあったかは不明である。

#### 盛期〜後期中世

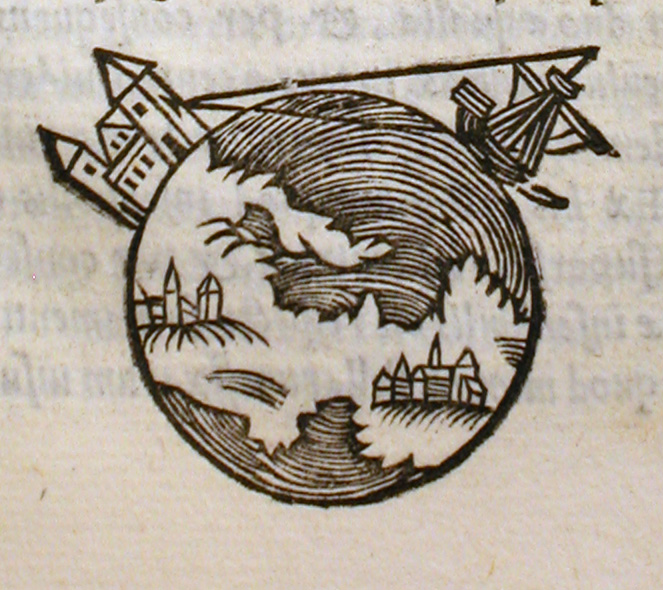
1550年版の『地球球体論』、13世紀ヨーロッパの最も影響力ある天文学の教科書。

11世紀までにヨーロッパはイスラーム天文学を学んだ。1070年頃から12世紀ルネサンスが始まり、ヨーロッパにおいて強い哲学的・科学的起源のもとに知的再活性化が進んだ。それに伴い、自然哲学への関心も増大した。

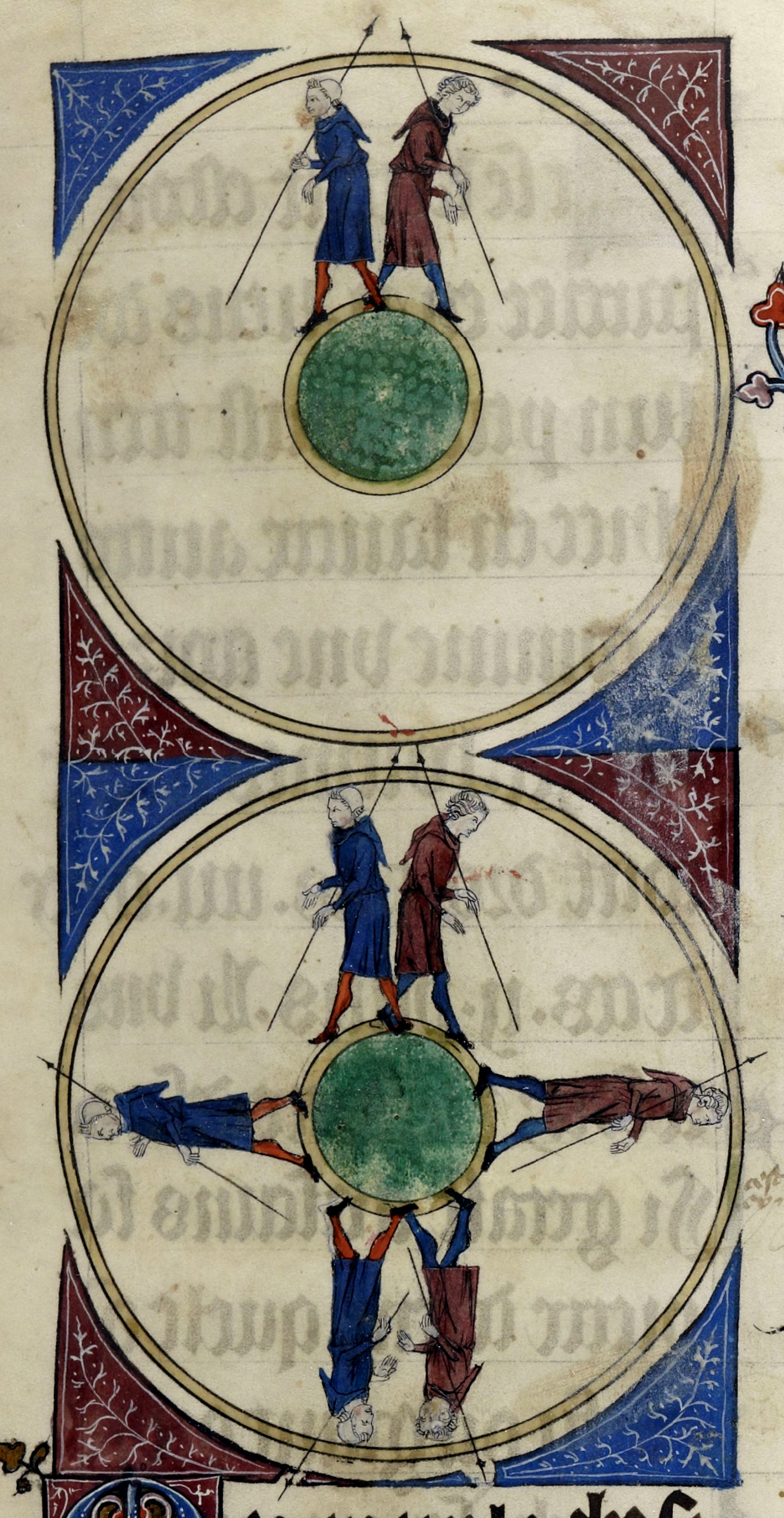
『世界の図』（1246年頃）の14世紀の写本に含まれる地球の図。

ヘルマヌス・コントラクトゥス（1013年–1054年）はエラトステネスの方法に則って地球の周長を計測した初期のキリスト教徒の学者である。最も重要で広く学ばれている中世の神学者トマス・アクィナス（1225年–1274年）は地球が球状だと考えていた; そして彼は自分の読者が地球が球形であると知っていることを当然の前提としていた。概して中世の大学における講義は地球球体説を支持する根拠を提出した。また、13世紀に最も影響力のあった天文学の教科書で西欧の全ての大学の学生が読むことを要求された『地球球体論』には世界が球形であると書かれている。トマス・アクィナスは著書『神学大全』において「天文学者と自然学者は、たとえば地球は丸いというような同一の結論を論証するが、天文学者が、数学的な方法、すなわち質料からの抽象という方法を使うのに対して、自然学者は、質料をめぐって考察される方法を使う」と書いている。
地球の形状の問題はラテン語で書かれた学問的著作でのみ論じられたわけではなかった; より広い読者に向けて書かれた口語・地方語による文献でもこの問題は扱われた。1250年頃のノルウェーの文献『Konungs Skuggsjá』では地球は球形であり、ノルウェーの日中には地球の裏側では夜であると明らかに述べられている。本書の著者は対蹠人の存在も論じており、（存在するとすれば）彼らは空の北側の真ん中に太陽を見て、北半球とは逆の季節を体験するだろうと述べている。
しかし12〜13世紀のフランス語で書かれた口語の著作では地球は「リンゴのように丸い」ではなくむしろ「テーブルのように円い」と書かれていることをTattersallが示している。「叙事詩や非『歴史的』ロマンス（つまりあまり教養のない人物による著作）から[...]引用した例の実質全てにおいて用いられている言葉の実際の形式は球よりも円を強く提示している。」
ポルトガルのアフリカ・アジア探検、コロンブスのアメリカへの航行（1492年）、そしてフェルディナンド・マゼランの地球一周（1519年–21年）が地球球体説の最終的で実践的な証明を与えた。

#### イスラーム世界
9世紀のアッバース朝期に天文学と数学が大きく開花した。この頃にムスリムの学者がプトレマイオスの著作を翻訳して『アルマゲスト』となり、さらに球体説に基づいて彼の研究を拡張・発展させ、以降広い敬意を集めることとなった。しかし、13世紀にイスラーム黄金時代が終焉すると、より伝統的な観念が徐々に勢力を増した。
クルアーンには、世界が「広げられた」とか「平たく作られた」などと言及されている。これに関して16世紀初期に書かれた古典的なスンナ派注釈書『タフスィール・アル・ジャラーラーイン』には「『平たく広げられた』といった彼の言葉sutihatに関しては、[開示された]法の学者達の意見通りに字義通りに読めば地球は平たいということになり、たとえ天文学者たち (ahl al-hay’a) の説が法の柱に矛盾しないとしても彼らの言うのとは違い球状ではない。」 「平たく作られた」ではなく「広げられた」と訳されている場合もある。

#### 明朝中国
1595年に中国に来た初期のイエズス会宣教師マテオ・リッチが中国人の存在論について記録している: 「世界は平たくて四角く、空は円い天蓋である; 彼らには対蹠人の可能性を想定することなど思いもよらなかった。」 大地が平たいという存在論は当時、1609年に出た中国の百科事典でも確実視されており、その事典では天球の地平の直径面まで平たい大地が広がっているものとされた。
17世紀にはイエズス会の影響により地球球体説が中国に広がり、イエズス会士たちが宮廷で天文学者として高い地位を得た。

### 近世日本

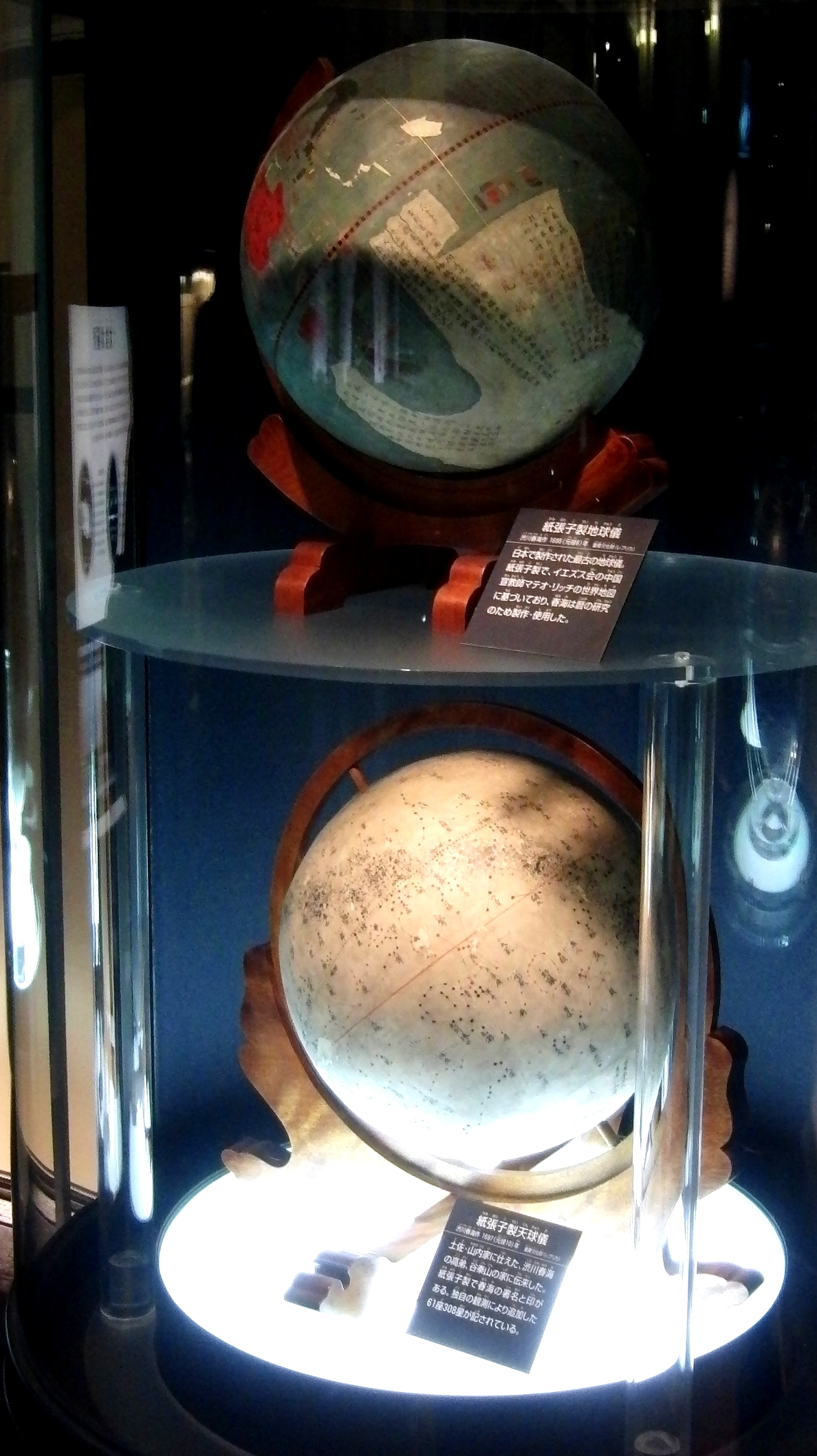
渋川春海が作成した地球儀（上、1695年製）と天球儀。国立科学博物館蔵

日本には、16世紀後半まで地球という概念が存在しなかった。宣教師フランシスコ・ザビエルはその報告において、日本人が地球が球体であったという事を知らなかったと報告している。その後マテオ・リッチの坤輿万国全図が伝わり、南蛮図屏風などで円形の地球が描かれるようになった。
しかし近世儒学の祖の一人林羅山は、儒教的な秩序論により、この説に反対していた。羅山は宣教師ハビアンとの対談において、「万物にはすべて上下がある」とした上で、地球が球体であるというのは、儒教の渾天説の世界観を模したものであると非難した。また従来の須弥山的世界観を持つ仏教者の中からも、地球球体説に対する反発が起きている。
一方で、江戸幕府天文方の渋川春海は、地球球体説を含む西洋の天文学知識を取り入れていた。また国学の立場からも、本居宣長は「その説がよければ取り入れてしかるべし」として、儒学者や仏教者を批判している。

## 近代

### 歴史編集

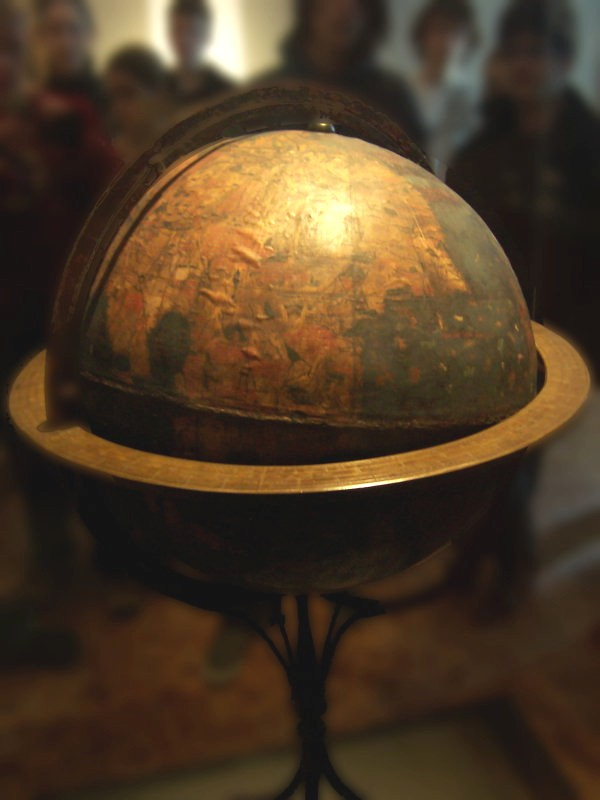
マルティン・ベハイムの「エルト・アプフェル」―現存する最古の地球儀であり、アメリカ大陸発見の情報がヨーロッパに到達する（1492年）以前に作られた。地球球体説がそれ以前からヨーロッパ大陸で一般的であったことを例証している。

19世紀にはヨーロッパで「暗黒時代」に対するロマン主義的な憧憬が高まり、中世以上に地球平面説に対する関心が高まった。
1945年に歴史学協会が作成した歴史に関するよくある間違いのパンフレットには、20個の間違いのうち2番目に「コロンブスと地球平面説」が挙げられていた。
この間違いはいくつかの広く読まれた教科書でも繰り返された。トマス・アンドリュー・ベイリーの『アメリカン・ページェント』の以前の版では「[コロンブスの艦隊の]迷信深い水夫たちは[...]ますます反抗的になった[...]というのも彼らは世界の端を越えてしまうのを恐れたからであった」と書かれている; しかし、そのような歴史的事実は知られていない。

実際には水夫たちは、例えばどうして船出して海岸から遠くに行くと水平線の下に山が見えなくなるのだろうといった日々の観察から最初に大地が湾曲していることに気付いたかもしれない。
中世のキリスト教徒に地球平面説を投影した初期の主唱者たちは非常に影響力が強かったと考える歴史家もいる（アンドリュー・ディクソン・ホワイトがこういった19世紀のものの見方を代表する）; 近年の歴史家たち（歴史家・宗教学者のジェフリー・バートン・ラッセルが20世紀後半のものの見方を代表する）は地球平面説をキリスト教徒に投影するホワイトらの記述は不正確だと中世の神学的文献を引用して主張し、こうした不正確さを流布する動機づけを提案している。
ラッセルによれば、大航海時代以前の人々が地球平面説を信じていたという一般的な解釈は1828年にワシントン・アーヴィングが『クリストファー・コロンブスの生涯と航海』を出版してから広まったという。
アーヴィングによってコロンブスの反対者たちに帰せられた主張には彼らの死後すぐに記録されたものもあるが、それらの主張中では地球平面説に基づいていると思われるものの一つでしかなく、その主張においては海が無限に広がっていると述べられていると後の歴史家たちは繰り返している。他の主張は対蹠人の不可能性、地球の果てしない大きさ、一方の半球からもう一方の半球へと行くことの不可能性などに基づいた主張もあり、これらは地球球体説に基づいている。現代の歴史家たちは彼らが地球平面説をまだ信じているというのはアーヴィングのでっちあげであろうと簡単に片づけてしまっている。
当時にあって地球球体説を否定した数少ない文献の一つが、1496年にローマのサン・ジョバンニ・イン・ラテラノ大聖堂の司祭であったザカリア・リリオによって発表された "Contra Antipodes" である。「地球が球形でないこと」と題された一節において彼は「プトレマイオスやプリニウスは地球が丸いと主張するが、根拠を足すことも実際に集めることもできず、ほとんど憶測に基づいた憶測をするだけだ。」と述べた。コロンブス航海のわずか20年後の1514年にニコラウス・コペルニクスは著書で、地球は球体であり、当時流布していた他の説が間違いであることを説明するために紙面を費している一方で地球平面説をたった2文で切り捨てているが、平面説の支持者の例を挙げるのに初期のギリシア人にまで遡っているのは注目に値する。
事実、1490年代の関心は地球の形状ではなく大きさにあり、またアジア東岸の位置にあった。

### 論者

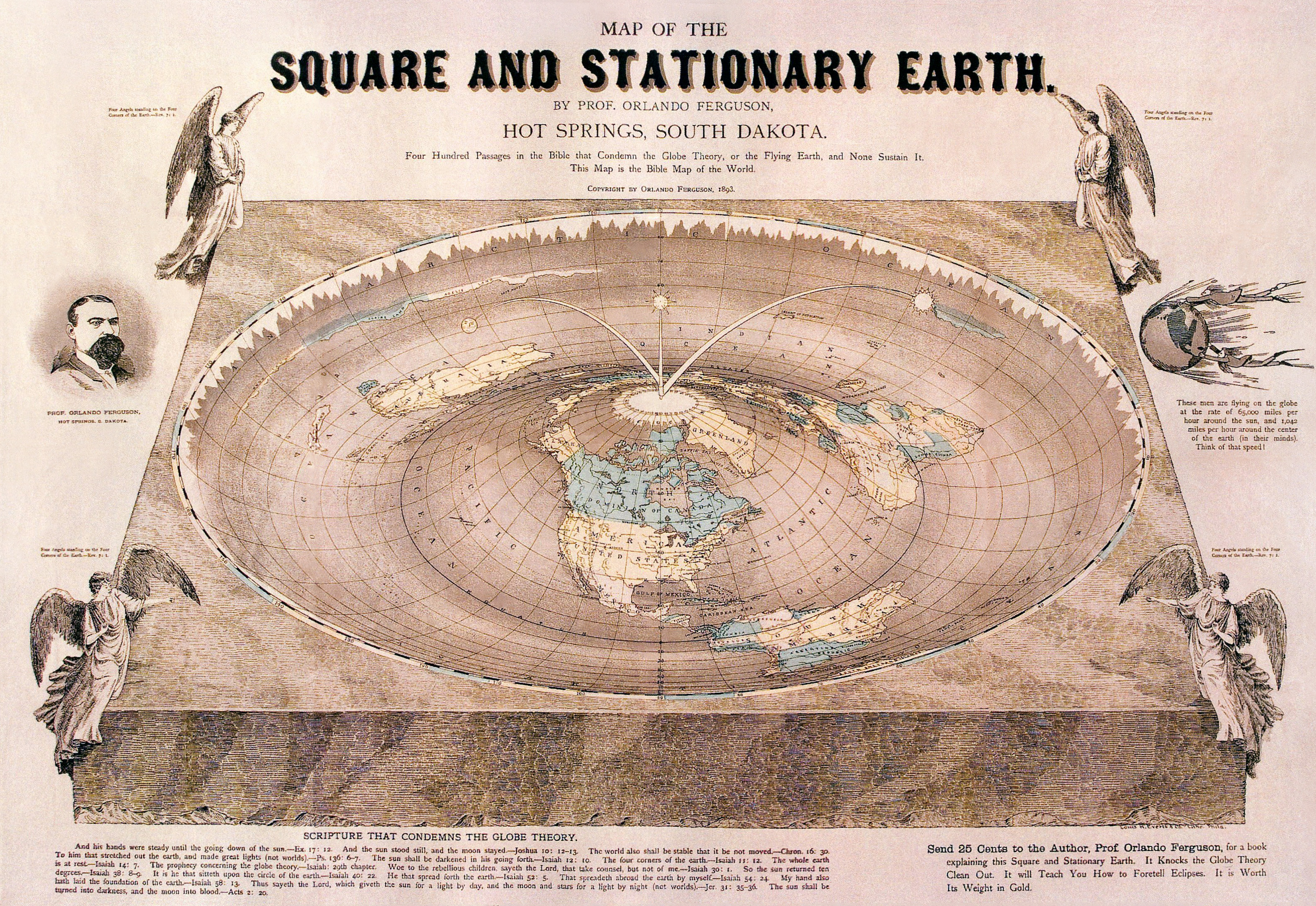
オーランド・ファーガソンによる地球平面説に基づいた地図（1893年）。球体説に対する種々の攻撃とともに聖句が書き込まれている。

近代においても個人や集団が散発的に地球平面説を主張してきたが、注目に値する科学者で主張した者はいなかった。
イングランドの作家サミュエル・ロウボタン（1816年 – 1885年）は「Parallax」という変名を用いて1849年に『探究的天文学』（英: Zetetic Astronomy）というパンフレットを作成して地球平面説を主張し、長い排水管の中の水の湾曲度合いを調べる実験を多数行った結果を発表した。これに続いて「近代天文学の矛盾とその聖書に対する背馳」なる文書も出された。彼の支持者の一人ジョン・ハムデンは地球平面説を証明しようとする有名なベッドフォード水位実験でアルフレッド・ラッセル・ウォレスと賭けをして負けた。1877年にはハムデンは『新しい聖書宇宙地理学』（英: A New Manual of Biblical Cosmography）を作成した。また、ロウボタンは、船が水平線の下に消えていく現象は人間の眼との関係で視点の法則から説明できると称する研究も行った。
1883年には彼はイングランドおよびニューヨークで真理探究協会を設立し、ニューヨークへは『探究的天文学』の数千ものコピーを船で送った。この挑戦はニューヨークのデイリーグラフィック紙で報じられ、地球が自転していることを証明した者には1万ドルが支払われるとされた。
もともとイングランドのグリニッジの印刷業者だったウィリアム・カーペンターという男がロウボタンの支持者となり『暴かれた理論天文学 ― 地球が球体でないことの証明』（英: Theoretical Astronomy Examined and Exposed - Proving the Earth not a Globe）を1864年に『コモン・センス』（英: Common sense）の題で8部構成として出版した。彼は後にボルチモアに移住し、1885年に『地球が球体でないことの百の証明』（英: A hundred proofs the Earth is not a Globe）を出版した。
彼の主張はこうである:
- 「1、2フィートも位置が下がることなく数百マイルもの距離を海に向かって流れていく川が存在する — 特に、ナイル川は1000マイルも流れるが1フィートしか下がらない。この範囲で一定の高さが保たれているということは大地が凸状であることと両立しない。それゆえ、これは地球が球形でないことの手ごろな証明である。」
- 「もし地球が球形なら、小さな球形のモデルが海に行く際のまさに最高の―なぜならばもっとも正しいのだから―ナビゲーターになるであろう。しかし地球儀を持って航海する人などいない: そんなおもちゃをガイドにした船乗りは間違いなく船を難破させてしまうであろう! これが地球が球形でないことの証明である。

同世代の南部の牧師・聖職者の中で最も多くの人に対して説教したとされる元奴隷の黒人説教師ジョン・ジャスパーは友人の大工の意見に対して自身の最も有名な説教を引用して「麗しの太陽は動き、地球は四角い」と。この説教は250回も使われた。
1887年にニューヨーク州ブロックポートでM.C. Flandersが球体説を擁護する二人の科学的な紳士に対して三晩にわたって地球平面説の場合を主張した。審判として選ばれた5人の村人は最終的に満場一致で地球平面説を支持した。この事件は『ブロックポートの民主主義者』（英: Brockport Democrat）に報告されている。
元治安判事のメーン州の「プロフェッサー」ジョゼフ・W・ホルデンはニューイングランド州で無数の講義を行い、シカゴ万国博覧会で地球平面説の講義を行った。彼の名声はノースカロライナ州に鳴り響き、同州のステイトヴィルのセミ・ウィークリー・ランドマークで1900年に彼の死が報じられた: 「我々は地球平面説を奉じるとともに我々の一員の逝去の報を聞き及んで深く悼むものである。」
ロウボタンの死後、エリザベス・ブロントが1893年にイングランドで世界真理探究協会を設立し、『Earth not a Globe Review』という雑誌を創刊して2ペンスで売ったが、『Earth』という雑誌もありこちらは1901年から1904年まで続いた。彼女は自然世界に関しても聖書が疑いのない権威であると考えており、地球が球体だと信じている者はクリスチャンではないと主張した。世界真理探究協会の著名なメンバーには、三位一体聖書協会のメンバーでもあるEthelbert William Bullinger 、ダブリン大学トリニティ・カレッジの自然科学の上級議長でもある大司教エドワード・ホートンらがいた。彼女はロウボタンの実験を繰り返し、いくつかの興味深い反証実験を生み出したが、第一次世界大戦後には関心が薄れていった。この運動によりデイヴィッド・ワルドー・スコット『確固とした大地』(羅:Terra Firma)などの地球平面説を主張するいくつかの書籍が発表された。
ジョシュア・スローカムは世界一周旅行中の1898年にダーバンで地球平面論者の一団と出会った。一人の聖職者を含む三人のボーア人が彼にパンフレットを贈ったが、それには地球平面説の証明が記されていた。トランスヴァール共和国の大統領ポール・クリューガーも同じ考えを広めていた: 「You don't mean round the world, it is impossible! You mean in the world. Impossible!」
クリスチャン・カトリック使徒教会の宗教都市であったイリノイ州ザイオンを1906年から支配したウィルバー・グレン・ボリヴァは、1915年から地球平面説を説教で主張し始め、ウィスコンシン州のウィネベーゴ湖の12マイルの長さの湖岸線を水位より3フィート上から撮った写真を用いて地球平面説を証明した。1928年に飛行船イタリアが北極旅行中に遭難した際、彼は世界中の新聞に飛行船が世界の端を越えてしまうと警告した。また、5000ドルの懸賞をかけて彼の課した独自の条件のもとで地球が平面でないことの証明を募集した。ザイオンでは地球球体説を教えることが禁じられ、WCBDテレビで地球平面説が流布された。1942年、ボリヴァは死ぬ直前に教会で行った数々の不正を告白し、教会は崩壊に追い込まれた。
大本の出口王仁三郎は終生、天動説と地球平坦説を信じ、地球が丸いなどという学者は阿呆だと唱えていた。愛善苑はこの存在観を受け継いでいる。
ナイジェリアのサラフィー・ジハード主義組織ボコ・ハラムの創設者モハメド・ユスフは地球は平たいという自身の信念を表明している。

### 地球平面協会

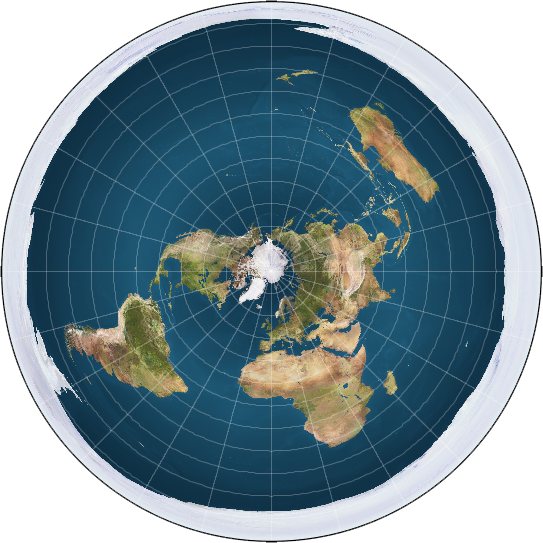
この地球平面モデルは南極を円盤状の地球を取り囲む氷の壁として描いている。

1956年にサミュエル・シェントンは「国際地球平面協会」（英: International Flat Earth Research Society, IFERS）を、世界真理探究協会の後継として創設し、世話人としてイギリスのドーヴァーにある自宅で運営した。同協会は「地球平面協会」という別名でよく知られる。シェントンの関心は代替科学技術にあったため、前身の協会と比べると宗教的主張は抑えられていた。協会の創設はソ連が最初の人工衛星スプートニクを打ち上げる直前のことであったが、スプートニクの成功に対して彼は「ワイト島の周囲を航行することで島が球体だと証明できるか? 人工衛星であっても同じことだ」と述べている。
彼の最初の狙いは地球が球形であることを当然視するようになる前の子供に届くことであった。宣伝に大きな力を注いだものの宇宙開発競争によってシェントンに対する支持は低下する一方であったが、1967年には彼はアポロ計画によって有名になり始めた。彼の郵便箱はいっぱいになったが彼の行動は基本的にワンマン活動であったため1971年に死去するまでその健康は蝕まれ続けた。
1972年に彼の役割は彼の文通者の一人、カリフォルニアのチャールズ・ケネス・ジョンソンに引き継がれた。彼はIFERSを法人組織化し、会員3000人に達する強固な組織に育てた。彼は長期間を費やして地球平面説と球体説のいずれが学ばれているかを調査し、地球平面説に対する陰謀の証拠を提起した: 「回転する球体という考えはモーセ、コロンブス、FDRの皆が戦う間違いの陰謀にすぎない[...]」 彼の記事が1980年に『サイエンス・ダイジェスト』誌に記載された。さらに続けて「もし球体ならば、大量の水が湾曲するに違いない。ジョンソン一族はタホ湖とソルトン湖の表面を調査したが湾曲しているという証拠は存在しなかった」と述べられた。
地球平面協会はカリフォルニアの根拠地が火災に見舞われ2001年にジョンソンが死去すると衰退した。協会は2004年にダニエル・シェントン（サミュエル・シェントンの親戚ではない）によってウェブサイトとして復活した。彼は誰も地球平面説を反証できていないと信じている。

### インターネット時代
インターネットの普及によって個人が自由に情報発信できるようになると、陰謀論者やキリスト教原理主義者の間で権威的な科学を「世界的な陰謀」として否定する議論の中で地球平面説が語られるようになった。地球平面説は2015年頃からSNSや動画共有サービスを通じて一般の人々の関心を集めており、 2018年にアメリカで8215人のアメリカ人を対象に“地球の形をどう考えているか”という調査を行った結果、55歳以上では94％が「地球は丸いと信じている」と回答したが、18〜24歳のミレニアル世代は34％が地球が丸いことに疑問を抱いており、4％が「地球は平らだ」と答えていた。
YouTubeでは2019年1月に地球平面説に関するコンテンツを「ユーザーに誤った情報を与えかねないコンテンツ」として、推奨対象から除外していく方針を明らかにしている。

## 文化的言及
地球平面説は様々な文脈で生き残っている。平面説に対する間接的な言及には「地球の四つの角」という決まり文句も含まれる。「平面地球人」（英: flat-Earther）という言葉は愚かにも時代遅れの考えを抱いている者を軽蔑する意味でしばしば用いられる。
文学作品における初期の言及はルズヴィ・ホルベアの喜劇『エラスムス・モンタヌス』（1723年）にみられる。同作品中でエラスムス・モンタヌスは地球球体説を主張すると激しい反論に遭う、というのも小作人たちはみな地球平面説を信じているのである。彼は婚約者と結婚することを許されず、「地球はパンケーキのように平たい」と叫ぶのであった。ラドヤード・キップリングの『地球平面説に票を投じた村』（英: The Village that Voted the Earth was Flat）において主人公は教区会議が地球平面説に投票したという噂を流す。映画『ミラクル・ワールド ブッシュマン』（1980年）ではカラハリ砂漠に住むブッシュマンが邪悪な力を感じたコカコーラの壜を処分するために「世界の端」へ旅することになる。
オックスフォード英語辞典によれば「平面地球人」という語の最初の用例は1934年の雑誌パンチにおけるものである: 「頑迷な平面地球人ではなく、彼[sc. Mercator]は[...]南の海を発見するために[...]世界を放浪し[...]不快な目に遭った。」「平面地球マン」（英: flat-earth-man）という語は1908年に記録されている: 「彼が平面地球マンであれば一票も得票を得られなかったであろう。」
ファンタジーは特に地球平面説への言及が豊富である。C・S・ルイスの『朝びらき丸 東の海へ』においてナルニアのフィクション世界は「ボールのようにまるい」ではなく「テーブルのようにまるい（つまり円形）」であり、登場人物たちはこの世界の端へと航行する（が地球自体は受け入れられて球形のものと書かれており、ナルニアの王カスピアン10世がその事実に驚いている）。テリー・プラチェットのディスクワールドシリーズ（1983年、継続中）は円盤状の世界を舞台としているが、その世界は4頭の巨大な象の背中に乗っており、象はさらに大きな亀の背中に乗っている。多くの探検者は世界がそのような形状でないことを証明しようとして世界の端から落ちて死ぬ。

### 科学的風刺
1996年に発表した風刺文において、コロラド大学ボルダー校の物理学の名誉教授アルバート・アレン・バートレットは球体の地球では資源が必然的に有限なため持続的な成長が不可能であることを算数で証明した。彼は地球平面説のモデルにおいてのみ二つの地平の広がりの中で、そして垂直下方へ向かっての無限の発展が永久に成長する人口の必要を満たすことができるであろうと彼は説明している。
ジュリアン・サイモンの『無限の資源』に言及しつつバートレットは「だから、『限界を引き上げよう!』という人々を『新地球平面協会』と考えてみよう」と提案している。この文章の風刺性はバートレットの発表した他の文章と比較しても明確になる。彼は他の文章では人口増加を抑制することが必要だと説いているのである。

### 取り扱った作品

#### 書籍
- 地球平面委員会
- チ。-地球の運動について-

#### 映画
- うる星やつら2 ビューティフル・ドリーマー
- ビハインド・ザ・カーブ -地球平面説-

#### ゲーム
- Neo ATLAS
- 巨人のドシン
- 空想科学世界ガリバーボーイ

#### 音楽
- The Flat Earth - トーマス・ドルビーのアルバム

## 補足
1. ↑  When Aquinas wrote his Summa, at the very beginning (Summa Theologica Ia, q. 1, a. 1; see also Summa Theologica IIa Iae, q. 54, a. 2), the idea of a round Earth was the example used when he wanted to show that fields of science are distinguished by their methods rather than their subject matter... "Sciences are distinguished by the different methods they use. For the astronomer and the physicist both may prove the same conclusion - that the earth, for instance, is round: the astronomer proves it by means of mathematics, but the physicist proves it by the nature of matter. History of Science: Shape of the Earth: Middle Ages: AquinasArchived 2006年9月3日, at the Wayback Machine."